# Преза Пизана (Ровиго)
Преза Пизана је насеље у Италији у округу Ровиго, региону Венето.
Према процени из 2011. у насељу је живело 60 становника. Насеље се налази на надморској висини од -4 м.